# Maureen Caird
Maureen Caird (født 29. september 1951 i Cumberland i New South Wales) er en australsk atlet, som deltog i de olympiske lege 1968 i Mexico by og 1972 i München.
Caird deltog som blot syttenårig i sommer-OL 1968 i Mexico City, hvor hun blev alle tiders yngste atletikudøver til at vinde guld individuelt. Hun stillede op i 80 m hækkeløb (sidste gang denne distance indgik i OL-programmet), og hun indledte med at vinde sit indledende heat i 10,4 sekunder (samme som den eksisterende olympiske rekord). Efterfølgende vandt hun sin semifinale i 10,5 sek., hvorfra verdensrekordholderen Vera Korsakova ikke gik videre, og i finalen var førte hun fra start til mål, mens to af medaljevinderne fra OL 1964, australieren Pam Kilborn og østtyskeren Karin Balzer, begge kom dårligt fra start. Caird satte ny olympisk rekord, da hun kom i mål på 10,3 sek., mens Kilborn fik kæmpet sig op til andenpladsen og Chi Cheng fra Kinesisk Taipei blev nummer tre.
Hun stillede også op ved OL 1972 i München i hækkeløb. I det individuelle 100 m hækkeløb kom hun ikke videre fra det indledende heat, hvor hun blev nummer fem. Det gik bedre i stafetfen på 100 m hækkeløb, hvor Australien blev nummer seks.
Maureen Caird indstillede sin aktive karriere efter OL 1972, fordi hun gennem nogle år havde lidt af konstant ondt i maven. Senere undersøgelser viste, at hun havde cancer, som kostede hende seks operationer, og det tog tre år, inden hun helt kom sig over det. Kort inden OL var hun blevet gift med en newzealænder, og hun bosatte sig her.